# Lure (cheval)
Pour les articles homonymes, voir Lure (homonymie).
Lure (1989-2017) est un cheval de course pur-sang américain, spécialiste des courses de plat, membre du Temple de la renommée des courses américaines.

## Carrière de course
Élevé au prestigieux haras de Claiborne Farm, dans le Kentucky, Lure crève l'écran pour ses débuts new-yorkais, remportant un maiden en battant le record des 1 000 mètres de la légendaire piste de Belmont Park. La suite est un peu moins brillante : après un premier accessit dans une allowance, il ne peut que jouer les figurant face à certains des meilleurs 2 ans du pays dans les Champagne Stakes. À 3 ans, Lure revoit ses ambitions à la baisse, disputant des bonnes épreuves autour du mile, mais sans se frotter aux meilleurs, d'abord sur le dirt, puis sur le gazon à l'automne : une polyvalence rare chez les chevaux américains. Sa régularité et la confiance du grand jockey Mike Smith lui font gagner sa place dans la Breeders' Cup Mile. Il est l'un des chevaux les plus en vue, mais toutes les candidatures sont éclipsées par celle du phénomène Arazi. Le crack français, qui a suscité autant de désespoir que de désillusions, vient de renouer avec la victoire à Longchamp, et le public américain rêve de revoir le poulain qui les avait tant impressionnés dans la Breeders' Cup Juvenile l'année précédente. Et tandis que tous les regards sont tournés vers l'hypnotique et énigmatique cheval, qui sombre corps et âme pour son ultime apparition en piste, Lure, lui, se balade et sans faire de bruit rallie le poteau avec 3 longueurs d'avance, tout en abaissant le record du mile sur la piste floridienne de Gulfstream Park...
À quatre ans, Lure réalise une saison remarquable de régularité : huit courses, six victoires et deux deuxième places. Toute sa première partie de saison est rythmée par sa rivalité avec Star of Cozzene : ils font le jumelé gagnant quatre fois d'affilée : le Turf Classic (avec un nouveau record de piste) et le Dixie Handicap pour Lure, le Manhattan Handicap et le Caesars International Handicap pour Star of Cozzene. Puis leurs chemins se séparent, Star of Cozzene monte en distance, Lure ne dépassera plus les 1 800 m. Et continue d'empiler les succès, deux groupe 3 avant un doublé dans la Breeders' Cup Juvenile face à un fort contingent européen emmené par Bigstone, Barathea et autres Ski Paradise, qui ont ferraillé dans les meilleures courses du vieux continent sur le mile, et la championne Flawlessly, future Hall of Famer. Lure devient le troisième cheval, après l'Argentine Bayakoa et la Française Miesque, à réaliser un doublé dans une épreuve de la Breeders' Cup. Un tel exploit ne suffit pourtant pas à lui assurer le titre de cheval de l'année sur le gazon, qui revient au Français Kotashaan, vainqueur de la Breeders' Cup Turf, qui le devance également pour le titre suprême de cheval de l'année.
Resté à l'entraînement à cinq ans, Lure repart en campagne et croise le fer avec son nouveau meilleur ennemi, Paradise Creek, qui le devance deux fois, dans le Turf Classic et le Dixie Handicap. Lure prend sa revanche sur lui dans le Caesars International Handicap, qui lui permet d'ajouter un nouveau groupe 1 à son palmarès. Sa régularité est remarquable : il ne sait être que premier ou deuxième. Aussi, l'idée d'un triplé dans la Breeders' Cup Mile, un exploit inédit, paraît crédible. Une apothéose même, puisque Lure en profitera pour faire ses adieux à la compétition. Mais pour un triplé dans cette épreuve, il faudra attendre la grande Goldikova en 2010. Le champion américain, lui, manque sa sortie de scène : grand favori, il échoue à la neuvième place d'une course remportée par l'Anglais Barathea, cinquième l'année précédente. Une des rares fausses notes dans la carrière de Lure, qui n'aura terminé hors du podium qu'à trois reprises en 25 courses.
À l'issue de sa victoire dans la Breeders' Cup Mile 1993, l'entraîneur français Maurice Zilber avait déclaré : « Lure est le meilleur miler que nous ayons vu depuis longtemps, depuis Miesque. Peut-être même est-il meilleur qu'elle ». Le magazine américain The Blood-Horse n'est pas d'accord. Dans sa liste des 100 meilleurs chevaux de sport hippique américain du XXe siècle établie en 1999 par, Miesque occupe le 82e rang, Lure le 85e. Et quatorze ans après la championne de l'écurie Niárchos, il est à son tour admis au Temple de la renommée des courses américaines, en 2013.

### Résumé de carrière
| Date         | Hippodrome      | Pays        | Course                         | Statut      | Distance    | Jockey       | Place       | Écart       | Vainqueur ou deuxième |
| 1991, 2 ans  | 1991, 2 ans     | 1991, 2 ans | 1991, 2 ans                    | 1991, 2 ans | 1991, 2 ans | 1991, 2 ans  | 1991, 2 ans | 1991, 2 ans | 1991, 2 ans           |
| ------------ | --------------- | ----------- | ------------------------------ | ----------- | ----------- | ------------ | ----------- | ----------- | --------------------- |
| 13 juin      | Belmont Park    | États-Unis  | Maiden                         |             | 1 000 m     | Jerry Bailey | 1er / 8     | 5           | In A Walk             |
| 25 septembre | Belmont Park    | États-Unis  | Allowance                      |             | 1 400 m     | Jerry Bailey | 2e / 5      | 1 ¼         | Devilon Ice           |
| 12 octobre   | Belmont Park    | États-Unis  | Champagne Stakes               | Gr. 1       | 1 600 m     | Jerry Bailey | 6e / 15     | 14          | Tri to Watch          |
| 1992, 3 ans  |                 |             |                                |             |             |              |             |             |                       |
| 15 mars      | Aqueduct        | États-Unis  | Allowance                      |             | 1 200 m     | Mike Smith   | 1er / 9     | 8 ¾         | Courting Pleasure     |
| 4 avril      | Aqueduct        | États-Unis  | Gotham Stakes                  | Gr. 2       | 1 600 m     | Mike Smith   | 1er / 8     | dead-heat   | Devil His Due         |
| 21 avril     | Keeneland       | États-Unis  | Lexington Stakes               | Gr. 2       | 1 700 m     | Mike Smith   | 2e / 5      | encolure    | My Luck Runs North    |
| 6 juin       | Belmont Park    | États-Unis  | Rival Ridge Stakes             | Gr. 3       | 1 400 m     | Mike Smith   | 6e / 7      | 11          | Superstrike           |
| 14 septembre | Belmont Park    | États-Unis  | Allowance                      |             | 1 700 m     | Mike Smith   | 1er / 9     | 10          | Mucho Precious        |
| 10 octobre   | Belmont Park    | États-Unis  | Kelso Handicap                 | Gr. 3       | 1 600 m     | Mike Smith   | 2e / 9      | 2 ¾         | Roman Envoy           |
| 31 octobre   | Gulfstream Park | États-Unis  | Breeders' Cup Mile             | Gr. 1       | 1 600 m     | Mike Smith   | 1er / 14    | 3           | Paradise Creek        |
| 1993, 4 ans  |                 |             |                                |             |             |              |             |             |                       |
| 4 avril      | Keeneland       | États-Unis  | Allowance                      |             | 1 600 m     | Mike Smith   | 1er / 7     | 4           | Rocket Fuel           |
| 30 avril     | Churchill Downs | États-Unis  | Turf Classic Handicap          | Gr. 3       | 1 800 m     | Mike Smith   | 1er / 8     | 3/4         | Star of Cozzene       |
| 14 mai       | Pimlico         | États-Unis  | Dixie Handicap                 | Gr. 3       | 1 800 m     | Mike Smith   | 1er / 8     | 1 ½         | Star of Cozzene       |
| 6 juin       | Belmont Park    | États-Unis  | Manhattan Handicap             | Gr. 2       | 2 000 m     | Mike Smith   | 2e / 8      | 3/4         | Star of Cozzene       |
| 27 juin      | Atlantic City   | États-Unis  | Caesars International Handicap | Gr. 2       | 1 900 m     | Mike Smith   | 2e / 7      | 1           | Star of Cozzene       |
| 30 juillet   | Saratoga        | États-Unis  | Darryl's Joy Stakes            | Gr. 3       | 1 700 m     | Mike Smith   | 1er / 6     | 3           | Fourstardave          |
| 16 octobre   | Belmont Park    | États-Unis  | Kelso Handicap                 | Gr. 3       | 1 600 m     | Mike Smith   | 1er / 10    | 3 ¼         | Paradise Creek        |
| 6 novembre   | Santa Anita     | États-Unis  | Breeders' Cup Mile             | Gr. 1       | 1 600 m     | Mike Smith   | 1er / 13    | 2 ¼         | Ski Paradise          |
| 1994, 5 ans  |                 |             |                                |             |             |              |             |             |                       |
| 15 avril     | Keeneland       | États-Unis  | Elkhorn Handicap               | Gr. 2       | 1 800 m     | Mike Smith   | 1er / 5     | 4           | Buckhar               |
| 6 mai        | Churchill Downs | États-Unis  | Turf Classic Handicap          | Gr. 2       | 1 800 m     | Mike Smith   | 2e / 7      | 4           | Paradise Creek        |
| 20 mai       | Pimlico         | États-Unis  | Dixie Handicap                 | Gr. 2       | 1 800 m     | Mike Smith   | 2e / 5      | 3/4         | Paradise Creek        |
| 26 juin      | Atlantic City   | États-Unis  | Caesars International Handicap | Gr. 1       | 1 900 m     | Mike Smith   | 1er / 5     | nez         | Fourstars Allstar     |
| 12 août      | Saratoga        | États-Unis  | Bernard Baruch Handicap        | Gr. 2       | 1 800 m     | Mike Smith   | 1er / 5     | 1           | Paradise Creek        |
| 8 octobre    | Belmont Park    | États-Unis  | Kelso Handicap                 | Gr. 2       | 1 600 m     | Mike Smith   | 2e / 7      | nez         | Nijinski's Gold       |
| 5 novembre   | Churchill Downs | États-Unis  | Breeders' Cup Mile             | Gr. 1       | 1 600 m     | Mike Smith   | 9e / 14     | 9 ¾         | Barathea              |

## Au haras
En 1995, Lure rejoint Claiborne Farm pour y devenir étalon. Cette seconde carrière tourne court : le champion souffre de problèmes de fertilité, ce qui conduit Claiborne Farm à faire jouer son assurance. Le cheval est alors acheté par Coolmore, qui l'installent malgré tout dans son haras irlandais (à 25 000 guinées irlandaises la saillie), puis le rapatrient dans leur antenne américaine, Ashford Stud, au tarif de 10 000 |. L'opération tourne court, et en 2004 Coolmore renonce à lui faire faire la monte, étant donnée son infertilité. Lure est alors renvoyé à Claiborne Farm, où il passe une retraite paisible jusqu'à sa mort en 2017, à 28 ans.
Les Irlandais n'avaient pas tort de tenter le coup, car Lure avait certainement un peu de potentiel comme étalon. Il n'eut que 133 foals, et parmi eux Orpen, qui remporta le Prix Morny et se classa troisième des 2000 Guinées avant de s'affirmer comme un bon reproducteur, et England's Legend, lauréat des Beverly D. Stakes.

## Origines
Lure est un fils du grand étalon Danzig, père de  Danehill, Green Desert, et autres Dayjur.
Endear, la mère, fut l'une des meilleures juments de sa génération. Lauréate d'un seul groupe 1, le Hempstead Handicap, elle a pris de multiples accessits à ce niveau, dans le Shuvee Handicap, le Delaware Handicap, le Ruffian Handicap, les Spinster Stakes, ou encore les Maskette Stakes. Au haras, en revanche, elle n'eut d'autres produits de valeur que Lure. Deux des frères d'Endear avaient du talent : Tiller (par Herbager), double vainqueur de groupe 1 en Californie (San Juan Capistrano Handicap et San Antonio Stakes), multiple placé à ce niveau (Washington, D.C. International, Turf Classic, Man o' War Stakes, Santa Anita Handicap, Manhattan Handicap, etc), et qui s'offrit le luxe de devancer le grand John Henry dans les Sword Dancer Stakes. Et Digress (par Topsider), vainqueur du Tropical Park Derby (Gr.2) et troisième d'un groupe 1, les Cowdin Stakes. La famille maternelle est arrivée aux États-Unis via Baby Doll, importée dans les années 60 au moment où son fils Pieces of Light (par Relic) remportait les Eclipse Stakes et les Champion Stakes.

### Pedigree
| Origines de Lure (USA), mâle bai né en 1989 | Origines de Lure (USA), mâle bai né en 1989 | Origines de Lure (USA), mâle bai né en 1989 | Origines de Lure (USA), mâle bai né en 1989 |
| ------------------------------------------- | ------------------------------------------- | ------------------------------------------- | ------------------------------------------- |
| Père Danzig 1977                            | Northern Dancer 1961                        | Nearctic                                    | Nearco                                      |
| Père Danzig 1977                            | Northern Dancer 1961                        | Nearctic                                    | Lady Angela                                 |
| Père Danzig 1977                            | Northern Dancer 1961                        | Natalma                                     | Native Dancer                               |
| Père Danzig 1977                            | Northern Dancer 1961                        | Natalma                                     | Almahmoud                                   |
| Père Danzig 1977                            | Pas de Nom 1968                             | Admiral's Voyage                            | Crafty Admiral                              |
| Père Danzig 1977                            | Pas de Nom 1968                             | Admiral's Voyage                            | Olympia Lou                                 |
| Père Danzig 1977                            | Pas de Nom 1968                             | Petitioner                                  | Petition                                    |
| Père Danzig 1977                            | Pas de Nom 1968                             | Petitioner                                  | Steady Aim                                  |
| Mère Endear 1982                            | Alydar 1975                                 | Raise a Native                              | Native Dancer                               |
| Mère Endear 1982                            | Alydar 1975                                 | Raise a Native                              | Raise You                                   |
| Mère Endear 1982                            | Alydar 1975                                 | Sweet Tooth                                 | On-and-On                                   |
| Mère Endear 1982                            | Alydar 1975                                 | Sweet Tooth                                 | Plum Cake                                   |
| Mère Endear 1982                            | Chappaquiddick 1968                         | Relic                                       | War Relic                                   |
| Mère Endear 1982                            | Chappaquiddick 1968                         | Relic                                       | Bridal Colors                               |
| Mère Endear 1982                            | Chappaquiddick 1968                         | Baby Doll                                   | Dante                                       |
| Mère Endear 1982                            | Chappaquiddick 1968                         | Baby Doll                                   | Bebe Grande (famille 3-o)                   |